# Basket Master
Basket Master (Fernando Martín Basket Master) è un videogioco di pallacanestro uno contro uno, pubblicato nel 1987 per i computer Amstrad CPC, Commodore 64, MS-DOS (nel 1990), MSX e ZX Spectrum dalla spagnola Dinamic Software in patria e, nel resto d'Europa, dalla Imagine Software, anche sviluppatrice della conversione per Commodore 64.
Le edizioni originali spagnole sono intitolate Fernando Martín Basket Master, con licenza del nome del famoso cestista Fernando Martín, morto giovane due anni dopo; fu il primo videogioco spagnolo patrocinato da uno sportivo di primo piano.
Per MSX uscirono due versioni del gioco, la seconda è sottotitolata Executive Version e migliorata, allineandosi alle altre.
Una riedizione della IBSA usa il titolo Basket Master anche in Spagna.
Una riedizione della Alternative Software ha il titolo di copertina US Basket Master.

## Modalità di gioco
Basket Master simula la pallacanestro uno contro uno a campo intero. Nelle versioni spagnole l'avversario rappresenta esplicitamente Fernando Martín. Dopo una schermata introduttiva con una caricatura di Martín parzialmente animata, c'è la possibilità di giocare contro il computer a tre livelli di difficoltà oppure in multigiocatore competitivo.
Il campo è mostrato con visuale fissa, in prospettiva, orientato in orizzontale, con spettatori sullo sfondo. I due cestisti sono distinguibili dal viso e solo su Commodore 64 anche dal colore della divisa; quello controllato dal computer o dal secondo giocatore è una caricatura di Martín, rappresentato come un "mascellone". In basso è presente un pannello informativo con aree dedicate a ciascun contendente.
I cestisti possono correre in tutte le direzioni. Quando uno è in possesso di palla, l'orientamento del suo corpo non cambia mentre si sposta, ma resta rivolto dalla stessa parte (camminando anche all'indietro) per meglio proteggere la palla, a meno che il giocatore non lo faccia girare con apposito comando.
Il tiro a canestro avviene automaticamente con la mossa più appropriata a seconda della posizione. Con la prima pressione del pulsante il cestista salta, con la seconda tira. Se si trova sotto canestro tenterà la schiacciata; durante l'ascesa il giocatore può controllare quale degli otto tipi di schiacciata vuole eseguire tramite i comandi direzionali.
Per rubare palla bisogna essere vicino all'avversario e premere il pulsante nei momenti in cui sguarnisce la difesa. Nel proprio pannello informativo appare il simbolo di una palla quando ci si trova nella condizione ideale per rubarla.
Per prendere un rimbalzo si può saltare e può essere d'aiuto seguire l'ombra proiettata dalla palla per posizionarsi.
Sono possibili falli in attacco e in difesa: passi, ritorno nella propria metà campo, fuori campo e falli personali. Se si commettono 5 falli personali si viene espulsi, perdendo l'incontro a prescindere dal punteggio.
I due contendenti hanno una barra dell'energia che indica la condizione fisica, si scarica faticando e si ricarica riposando. Influisce sulle prestazioni e se troppo bassa impedisce del tutto di tentare la schiacciata.
Dopo ogni canestro con schiacciata viene mostrato il replay dell'azione, al rallentatore e con ingrandimento.
Alla fine di ciascuno dei due tempi della partita vengono mostrate statistiche sui due cestisti.

## Sviluppo
L'idea di sviluppare il gioco, che fin dall'inizio prevedeva la presenza di Fernando Martín, venne ai fratelli Julio e Gonzalo Martín Erro, che furono ispirati dal classico videogioco di pallacanestro a due One on One. Secondo quanto racconta Julio, i due incontrarono una persona della Dinamic Software in un negozio di computer, lo convinsero a portare in azienda una schermata dimostrativa del loro gioco, e presto vennero ricontattati per produrlo. I fratelli, ancora studenti, non erano sviluppatori professionisti ed erano increduli di avere questa opportunità.
Pablo Ruiz della Dinamic pensò di far apparire come avversario di Fernando Martín un altro cestista famoso, Epi. I fratelli iniziarono lo sviluppo ufficiale da casa, su uno ZX Spectrum, Gonzalo alla programmazione e Julio alla grafica. Nel frattempo Martín accettò di concedere il proprio nome per un milione di peseta, mentre Epi chiese una cifra molto più alta; perciò l'idea di "Fernando contro Epi" fu abbandonata e nel gioco rimase solo Martín.
A sviluppo avanzato la Dinamic tolse l'incarico ai Martín Erro, secondo l'azienda a causa dei loro ritardi, ma Julio sostiene che il gioco fosse quasi pronto, e ipotizza che la Dinamic volesse solo risparmiare sulle royalty. Gonzalo fu sostituito da un altro programmatore e la grafica di Julio fu in parte modificata. Dei due fratelli solo Julio riuscì, tramite un avvocato, a farsi pagare per la grafica.
Una versione beta che i due avevano sviluppato per ZX Spectrum era già stata divulgata per vie sconosciute al mercato delle pulci di Madrid ed è tuttora esistente. La versione dei Martín Erro fu anche recensita in anteprima da MicroHobby; ancora mostra riferimenti a Epi. L'uscita inizialmente era prevista per Natale 1986, ma in seguito alle suddette vicende il gioco definitivo arrivò dopo quasi un anno.
La Dinamic si occupò delle conversioni per altri computer, tranne quella per Commodore 64 che è di produzione britannica, fatta realizzare dalla Imagine Software (marchio della Ocean Software), editrice del gioco all'estero.
La prima edizione effettivamente pubblicata fu quella per MSX. Quando pochi mesi dopo uscirono quelle per ZX Spectrum e Amstrad CPC, uscì anche una seconda versione del gioco per MSX, con sottotitolo Executive Version, che apporta molte migliorie. Quella subito evidente è la grafica a colori nella finestra principale, simile a quella per ZX Spectrum, mentre nella prima versione è in bianco e nero e simile alla versione beta per Spectrum. Anche i replay e la stanchezza dei cestisti furono aggiunti rispetto alla prima versione MSX, e l'eccessiva difficoltà venne ridotta.

## Accoglienza
Basket Master ebbe un buon successo di critica e di vendite, e in Spagna è ricordato come un classico.
Fu apprezzato dalla maggior parte della stampa di settore europea, nelle versioni per tutti gli home computer (quella più tarda per MS-DOS fu sostanzialmente ignorata).
In Spagna, alla sua uscita le riviste MicroHobby e Micromanía lo considerarono il miglior videogioco di pallacanestro disponibile per ZX Spectrum, MSX e Amstrad CPC. Micromanía lo affermò all'uscita delle versioni più avanzate, ma comunque aveva già recensito positivamente (voto 4/5) anche la prima versione per MSX meno raffinata.
In Germania Aktueller Software Markt fu molto entusiasta della versione ZX Spectrum, giudicandola un hit.
Diverse altre riviste diedero giudizi molto buoni.
Alcune testate, con giudizi più moderatamente positivi, ritennero Basket Master per Spectrum un buon gioco, ma di elevata difficoltà.
Giudizi medi vennero da Tilt (interesse 13/20 su Commodore 64), che lo riteneva completo e realistico, ma graficamente migliorabile, e da Amstar, che lo riteneva piuttosto gradevole nonostante l'estetica un po' spenta.
Una caratteristica originale che all'epoca fece colpo è il replay dotato di zoom.
Tra le testate favorevoli, come punto debole su Spectrum e MSX fu indicato a volte il sonoro, tuttavia secondo Micromanía su Amstrad CPC era notevole anch'esso.
Alcuni giudizi negativi sul gioco vennero invece da ACE (480/1000 alla versione Spectrum), che lo riteneva frustrante e noioso, e da Power Play (valore 2/10), che criticava lo stile di gioco uno contro uno antiquato e l'arena piccola.